# Friedrich Hund

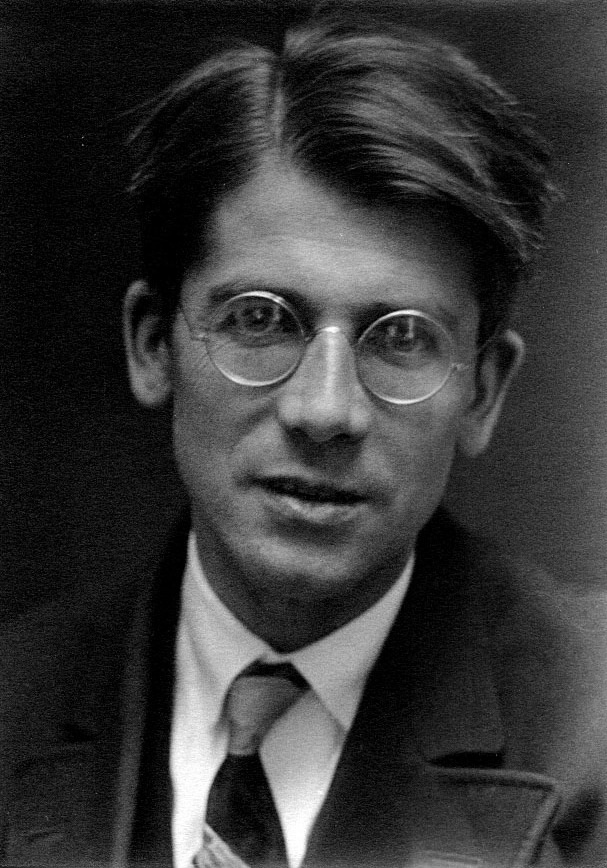
Friedrich Hund, 1920er Jahre

Friedrich Hermann Hund (* 4. Februar 1896 in Karlsruhe; † 31. März 1997 in Göttingen) war ein deutscher Physiker. Nach Studien in Marburg und Göttingen wurde er 1927 Professor für Physik in Rostock. Ab 1929 lehrte er in Leipzig, ab 1946 in Jena, ab 1951 in Frankfurt am Main und ab 1957 in Göttingen, wo er 1964 emeritiert wurde. Er leistete bedeutende Beiträge zur Entwicklung der Atomphysik. Nach ihm sind die Hundschen Regeln benannt.

## Leben

### Schulzeit
Friedrich Hund war der Sohn des Eisenwaren- und Haushaltswarenhändlers Friedrich Hund, der in der Friedenstraße in Karlsruhe wohnte. Er ging in Karlsruhe und Erfurt zur Schule, dann in Naumburg an der Saale, wo er das Realgymnasium besuchte. Kurz vor Ausbruch des Ersten Weltkrieges brach er sich einen Fuß und musste als Einziger seiner Klasse nicht direkt in den Krieg ziehen. Er half seinem Lehrer Professor Paul Schoenhals beim Unterricht der jüngeren Schüler. 1915 machte er das Abitur am Realgymnasium. Seine Eltern konnten ihm kein Studium finanzieren, weshalb sein Lehrer ihm ein kleines Stipendium verschaffte, das er mit Nachhilfeunterricht aufbesserte.

### Studium
Ab 1915 studierte Hund Mathematik, Physik und Geographie an der Universität Marburg und der Universität Göttingen. Nach einigen Semestern Studium war er zwei Jahre lang als Soldat beim Wetterdienst der Marine eingesetzt. In Göttingen hörte er unter anderem bei James Franck, David Hilbert, Richard Courant, Carl Runge. 1921/22 legte er seine Lehramtsexamina ab. Während er sein Referendariat an einem Göttinger Gymnasium ableistete, wurde er 1922 bei Max Born in Göttingen mit einer Arbeit über den Ramsauer-Effekt promoviert.

### Assistent und Privatdozent
Von 1922 bis 1927 war Hund planmäßiger Assistent von Max Born, wie auch Werner Heisenberg und Pascual Jordan (beide außerplanmäßig). Nach der Habilitation 1925 war er Privatdozent für Theoretische Physik in Göttingen. Im Winter 1926/27 war er einige Monate bei Niels Bohr in Kopenhagen.

### Rostock und Amerikareise

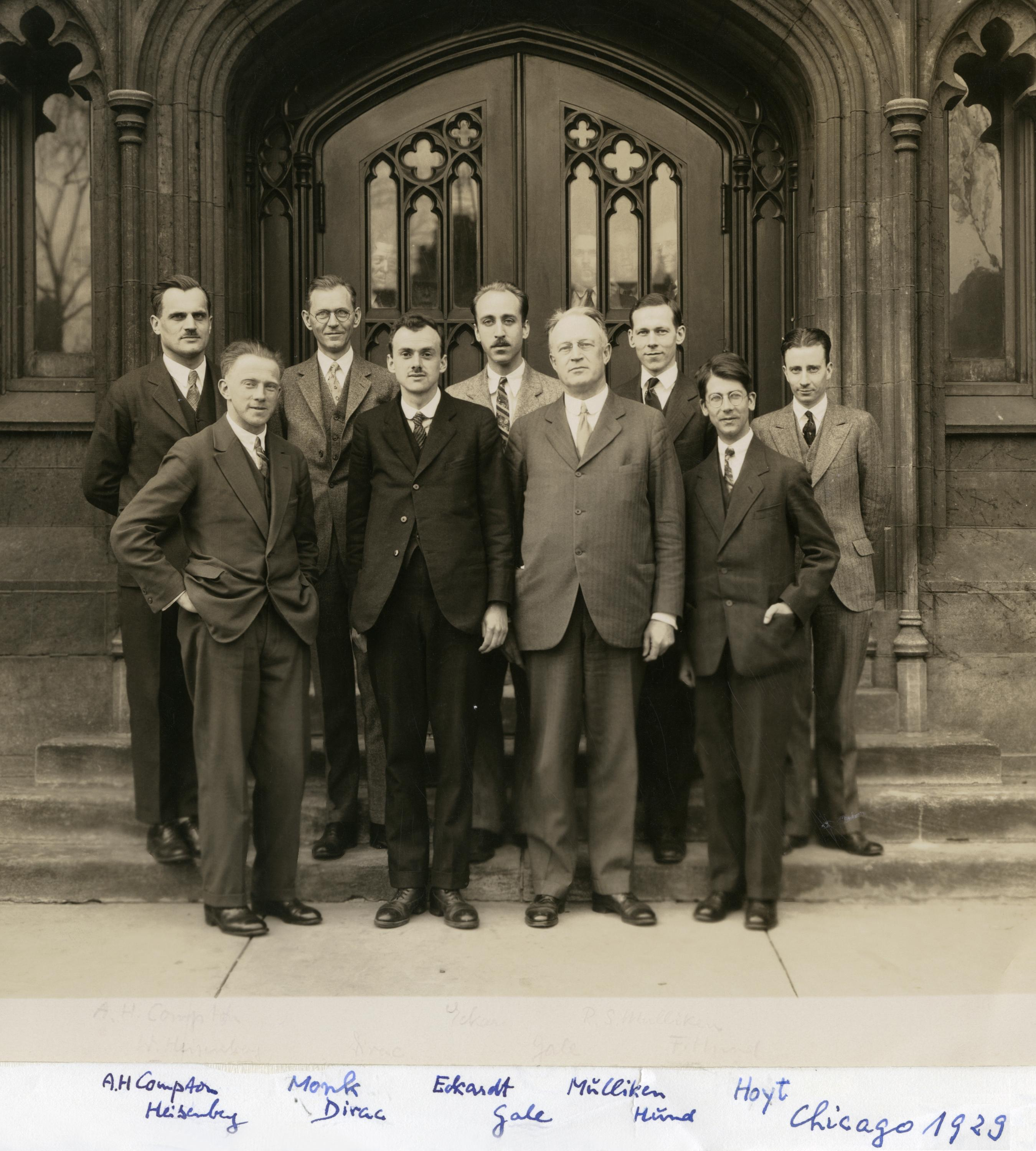
Physiker bei einem Treffen in Chicago, 1929, darunter in der vorderen Reihe Heisenberg (links), Dirac (2. v. l.) und Hund (rechts); in der hinteren Reihe Compton (links) und Mulliken (2. v. r). Die Beschriftung unter dem Bild stammt von Hund.

1927 wurde Hund außerordentlicher, 1928 ordentlicher Professor für Theoretische Physik in Rostock.
Im Jahr 1928 begann Werner Heisenberg in Leipzig eine Vortrags-Weltreise in die USA und nach Ostasien zu planen. Als er im Dezember 1928 beantragte, sich dafür im Sommersemester 1929 beurlauben zu lassen, wurde ihm die Bedingung gestellt, dass bis dahin ein Nachfolger von Gregor Wentzel gefunden sein musste. Heisenberg fragte bei Hund an, der im Januar 1929 seine Zusage in Aussicht stellte und am 4. Februar bei einem persönlichen Treffen endgültig zusagte, nach Leipzig zu wechseln.
Hund trat dann selbst eine Amerikareise an. Im Frühjahr 1929 hielt er als Gastdozent Vorlesungen an der Harvard University, am Massachusetts Institute of Technology (MIT) und an der University of Toronto. An der University of Chicago traf er wieder mit Heisenberg zusammen (siehe Bild), der dort im Frühjahr 1929 Vorlesungen zur Quantentheorie hielt. Im April 1929 waren die europäischen Physiker Heisenberg, Hund, Sommerfeld und Ornstein Ehrengäste und Sprecher bei einem Treffen der American Physical Society in Washington.
Hund kehrte dann wie vereinbart nach Leipzig zurück, um Heisenberg im Sommersemester zu vertreten, während Heisenberg seine Weltreise fortsetzte.

### Leipzig
Im Frühjahr 1929 trat Hund seine Professur für Mathematische Physik in Leipzig an. Peter Debye und Heisenberg, die beide seit 1927 in Leipzig wirkten, sorgten gemeinsam mit Hund für „goldene Jahre der Leipziger Physik“. Heisenberg und Hund leiteten lange Jahre gemeinsam ein Seminar über die Struktur der Materie und waren miteinander befreundet. Hund verteidigte Heisenberg – wie auch andere führende deutsche Physiker – gegen die bedrohliche, von Johannes Stark mit einem Artikel im Schwarzen Korps der SS entfachte Kampagne, die sich auch gegen die gesamte „moderne theoretische Physik“ richtete. Er schrieb Protestbriefe an Paul Koebe, den Dekan der mathematisch-naturwissenschaftlichen Fakultät der Universität Leipzig, und den Reichsminister für Erziehung Bernhard Rust und regte Peter Debye zu einer Stellungnahme an.
Am Uranprojekt im Zweiten Weltkrieg war er im Gegensatz zu Heisenberg nicht beteiligt. Als Heisenberg 1942 nach Berlin ging, übernahm Hund das Direktorat am Leipziger Physik-Institut. 1943 erhielt er wie kurz zuvor Pascual Jordan die Max-Planck-Medaille, die höchste Auszeichnung für theoretische Physik der Deutschen Physikalischen Gesellschaft, die seit 1939 nicht mehr verliehen worden war.
Ab 1944 war Hund Professor für Theoretische Physik in Leipzig. Nach dem Krieg wurde er 1945 Prorektor der Universität. Als die US-Armee Ende Juni 1945 abzog, transportierte sie viele Professoren in Lastwagen ab. Hund empfand das laut seinen Aufzeichnungen als „Verschickung in die Sklaverei“. Er empörte sich darüber, dass „Professoren wie Maschinenteile ausgewechselt“ wurden. Er versteckte sich, um nicht in ein Lager im Westen transportiert zu werden.

### Jena
1946 wechselte Hund als Professor an die Universität Jena. Nach eigenen Angaben wollte er vermeiden, den Rest seines Lebens damit beschäftigt zu sein, in Leipzig ein neues Institut für Physik aufzubauen. Im Gegensatz zu Leipzig war das Institut in Jena nicht zerstört und dort waren mehr Kollegen tätig. Eine für sieben Personen geeignete Wohnung war jedoch Voraussetzung, woran der Wechsel beinahe gescheitert wäre.
Bei den Dienststellen der sowjetischen Besatzer war er angesehen, nicht zuletzt, weil er der Einladung der US-Amerikaner in den Westen nicht gefolgt war. Als Hund verfügte, dass auch Kinder von Hochschullehrern studieren konnten, kam es zum Konflikt; auch innerhalb der sowjetischen Verwaltung kam es darüber zum Streit. General Kolesnitschenko hob im Sinne der damaligen ideologischen Auffassungen die Verfügung wieder auf. Hund versuchte die Verantwortlichkeiten zwischen Jenaer Universität, Thüringer Ministerium und Besatzungsmacht zu klären.

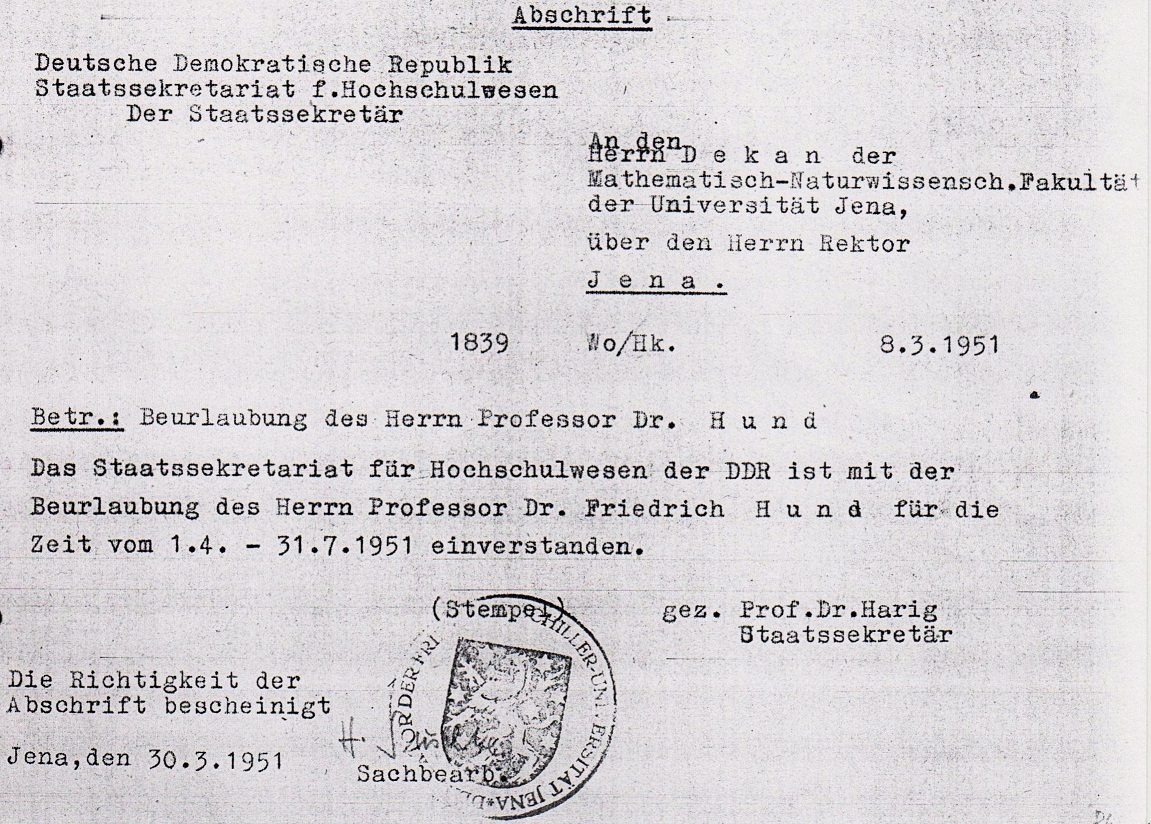
Genehmigung der Beurlaubung Hunds für das Sommersemester 1951 durch das Staatssekretariat für Hochschulwesen der DDR

Von Februar bis Oktober 1948 war Hund Rektor der Universität. Er wurde als Rektor entlassen, nachdem im September 1948 eine anonyme Anzeige aus der Universitätsverwaltung beim Ministerium eingegangen war, in der ihm mangelnde politische Aktivität vorgeworfen wurde.
Ende April 1949 erhielt er vom Thüringer Ministerpräsidenten Werner Eggerath einen Bezugschein für ein Paar Schuhe. Im August 1949, sechs Wochen vor der Gründung der DDR, verlieh ihm der Deutsche Volksrat den Deutschen Nationalpreis. Kinder von Nationalpreisträgern durften ein Studium beginnen.
Für das Sommersemester 1951 wurde Hund beurlaubt. Nachdem er von einer Gastvorlesung in Frankfurt/Main nach Jena zurückgekehrt war, verließ er Ende Juli 1951 die DDR und ging über Berlin mit seiner Familie in den Westen. Seinen Besitz musste er fast komplett zurücklassen, aber die sowjetischen Besatzungsbehörden schickten ihm später seine Möbel und andere Dinge nach.

### Frankfurt am Main
Hund wurde 1951 Professor für Theoretische Physik in Frankfurt am Main als Nachfolger von Erwin Madelung. Die Gründe für seinen Wechsel von Jena nach Frankfurt waren die Zukunft seiner Kinder und die politischen Verhältnisse. In Frankfurt fand er auch seinen früheren Mitarbeiter Bernhard Mrowka wieder vor, mit dem er 1935 wichtige Arbeiten zur Physik der Elektronen im Diamant geschrieben hatte.
In Frankfurt schrieb er ein umfangreiches Buch mit dem Titel Materie als Feld, mit dem er – so im Vorwort – helfen wollte, „den Gegensatz zwischen denkenden und experimentierenden Physikern aufzuheben“ (gemeint ist der Gegensatz zwischen theoretischer Physik und Experimentalphysik).

### Göttingen

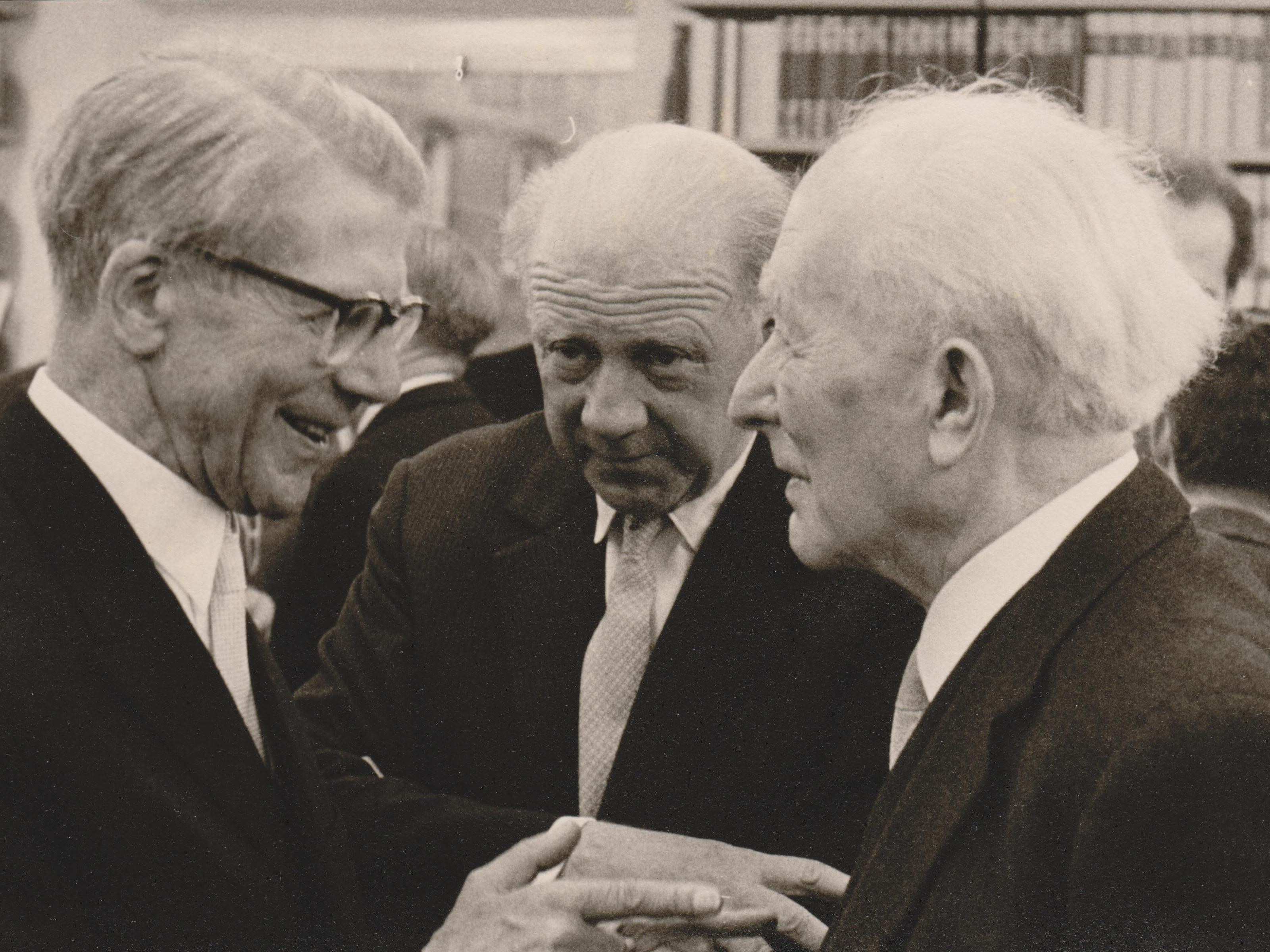
Hund im Gespräch mit Werner Heisenberg und Max Born, die zu seinem 70. Geburtstag nach Göttingen gekommen waren (1966)

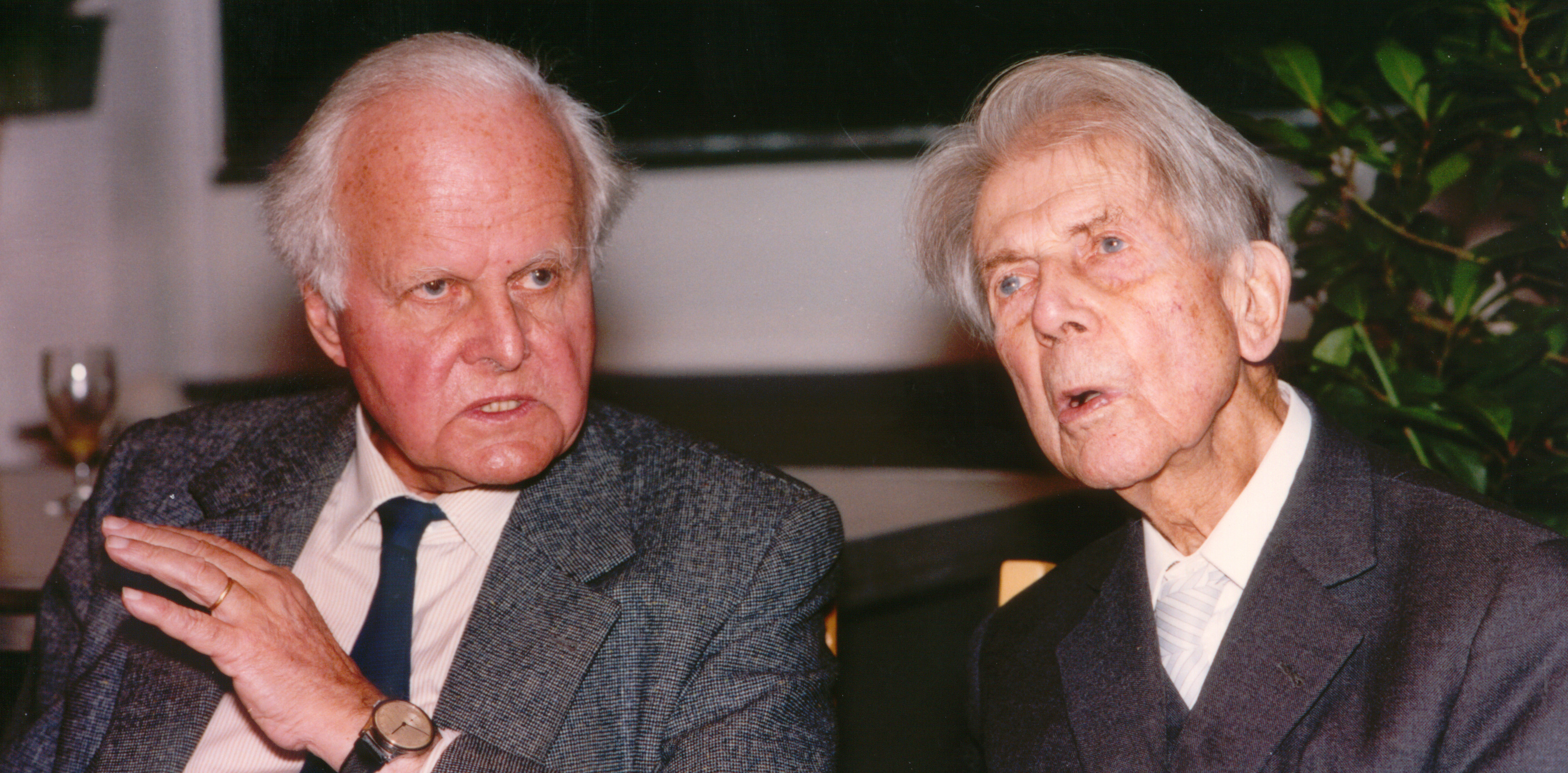
Carl Friedrich von Weizsäcker und Friedrich Hund (ca. 1993)

Nach einer Gastprofessur 1956 an der University of Maryland war Hund ab 1957 als Professor für Theoretische Physik wieder in Göttingen tätig, und zwar als Nachfolger von Richard Becker.
1964 wurde Hund emeritiert. Er blieb aber auch danach wissenschaftlich und in der Lehre aktiv, nicht nur in Göttingen, wo er bis 1990 Vorlesungen hielt, sondern auch 1968 als Gastprofessor in Köln, 1969 in Heidelberg, 1970 in Frankfurt am Main und später in Wuppertal. Seine besondere Expertise galt dabei der Geschichte der modernen Physik, die er persönlich miterlebt und -gestaltet hat.
Die letzten Jahre seines Lebens war er blind, was ihn jedoch nicht davon abhielt, Vorträge zu halten und zu diskutieren.
Friedrich Hund starb im Alter von 101 Jahren am 31. März 1997 in Göttingen. Seine letzte Ruhestätte befindet sich auf dem Münchner Waldfriedhof. In dem Familiengrab sind auch seine Gattin Ingeborg, seine Schwester Gertrud und der Schwiegersohn Dieter Pfirsch bestattet.
In der Niedersächsischen Staats- und Universitätsbibliothek Göttingen befinden sich zahlreiche Dokumente aus dem Nachlass von Friedrich Hund, darunter das wissenschaftliche Tagebuch, das er seit 1912 geführt hatte, sowie der Briefwechsel mit den Ministerien der DDR.

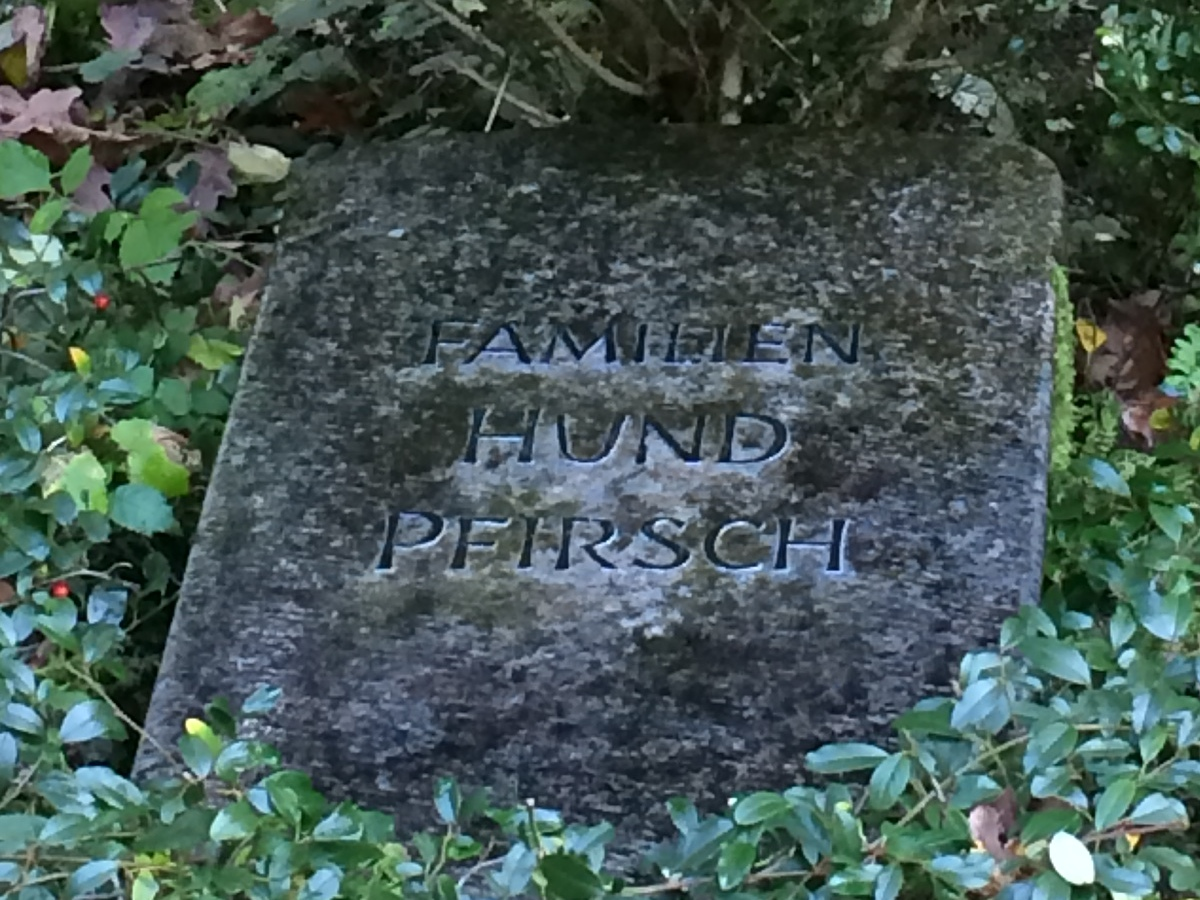
Grabstätte der Familien Hund und Pfirsch auf dem Münchner Waldfriedhof

## Familie

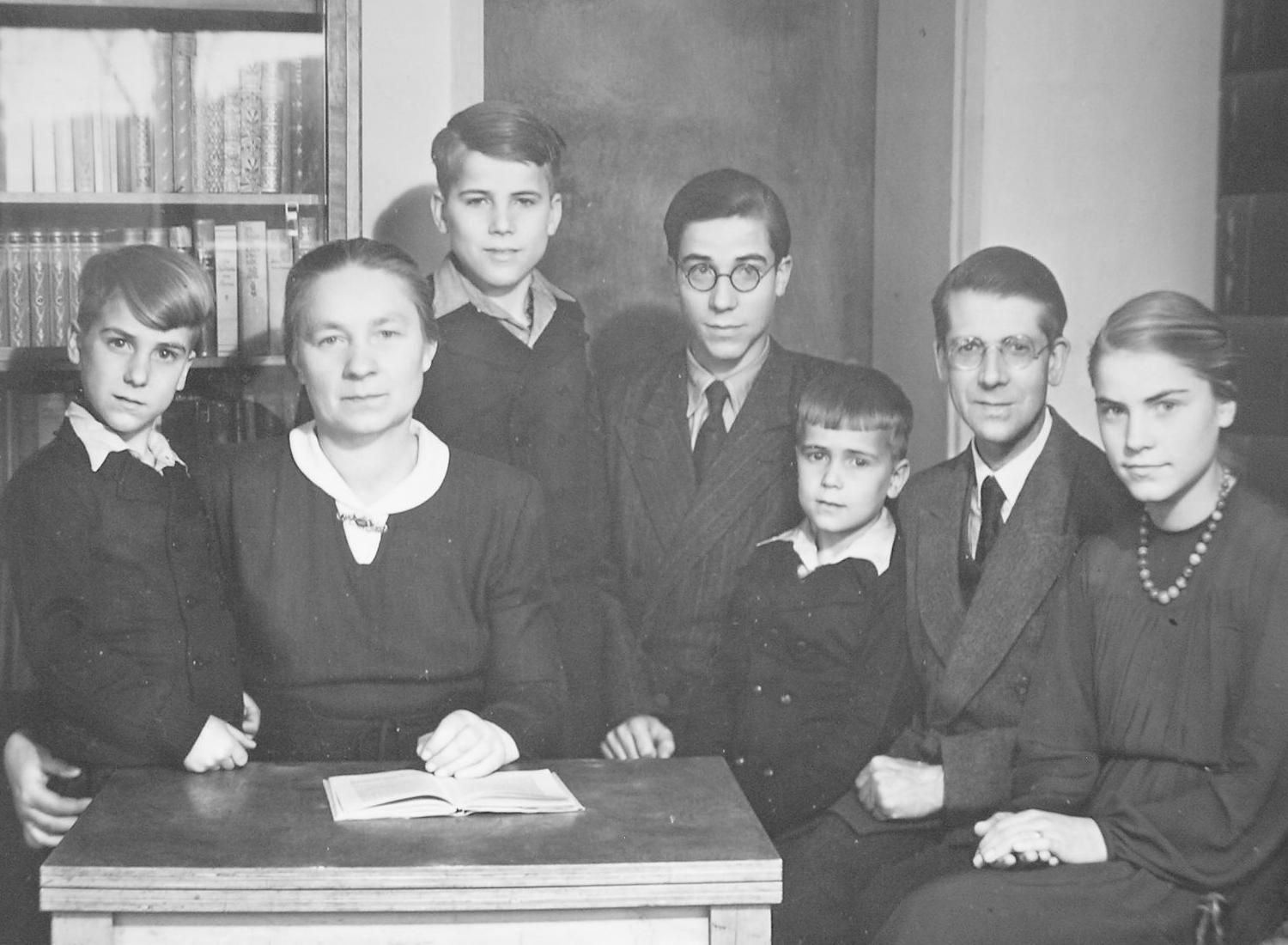
Ingeborg und Friedrich Hund mit fünf Kindern, 1950 in Jena. Ein Kind war bereits 1939 gestorben.

Friedrich Hund und die Mathematikerin Ingeborg Seynsche (1905–1994) heirateten am 17. März 1931. Ingeborg Seynsche war 1930 an der Universität Göttingen promoviert worden.
Das Ehepaar Hund hatte sechs Kinder: Gerhard (1932–2024), Dietrich (1933–1939), Irmgard (* 1934–2024), Martin (1937–2018), Andreas (* 1940) und Erwin (1941–2022).

## Werk

### Forschung
Noch vor Entstehung der Quantenmechanik deutete Hund die komplizierten Spektren der Elemente von Scandium bis Nickel. Auf der Grundlage der Quantenmechanik trug er dann wesentlich zur Theorie der Molekülspektren und zur Aufklärung des Zusammenhangs von Termstruktur und Symmetrie quantenmechanischer Systeme bei.
Er stellte 1925 die Hundsche Regel auf, die zunächst eine rein empirische Regel in der Atomphysik war. Erst später wurde sie begründet und zu drei Regeln erweitert. 1926/27 entdeckte und beschrieb er den später so genannten Tunneleffekt (dessen Entdeckung meist George Gamow zugeschrieben wird) zuerst bei optisch isomeren Molekülen.

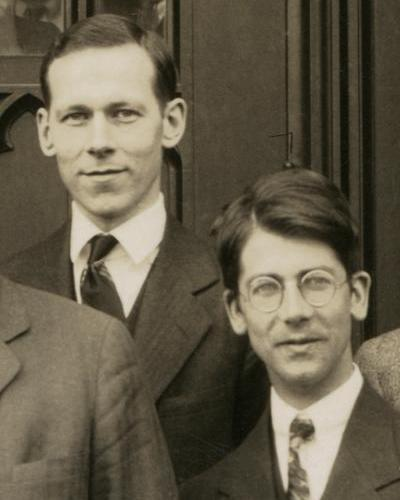
Mulliken und Hund 1929 in Chicago (Ausschnitt aus dem Bild oben)

In der Molekülphysik und -spektroskopie unterscheidet man nach Hund die so genannten Hundschen Kopplungsfälle (a) bis (e), je nach der Art und Weise, in der die verschiedenen quantenmechanischen Drehimpulse (Elektronenspin, Bahndrehimpuls, Rotation) zum Gesamtdrehimpuls koppeln (Vektoraddition). Die Molekülorbitaltheorie, die ursprünglich „Hund-Mulliken-Theorie“ genannt wurde und von der Valenzbindungstheorie zu unterscheiden ist, spielt in der Molekülphysik und in der theoretischen Chemie eine große Rolle. Bei ihrer Formulierung arbeitete Hund mit Robert S. Mulliken zusammen, den er seit 1925 in Göttingen kannte und mit dem er 1927 in Göttingen, 1929 in Chicago und 1930 und 1933 in Leipzig zusammenarbeitete.
In Leipzig verbreiterte Hund sein Arbeitsfeld und wandte sich auch der Kernphysik zu. Unabhängig von Eugene Wigner untersuchte er 1937 als erster eine angenäherte SU (4)-Symmetrie in den Kernspektren (die sich bei Spin- und Isospininvarianz der Kernkräfte ergibt). Er untersuchte 1936 auch das Verhalten von Materie unter sehr hohem Druck mit Anwendungen in der Astrophysik, sowie systematische Probleme der theoretischen Festkörperphysik (Elektronenwellenfunktionen in Kristallgittern, insbesondere unter dem Einfluss von Magnetfeldern, vor allem im Diamantgitter).
In seinen späteren Jahren befasste sich Hund vor allem mit der Geschichte der Physik, speziell der Quantentheorie, deren Wandel in den zwanziger Jahren er selbst mitgestaltet hatte.

### Lehre
Das Seminar mit Heisenberg in Leipzig erlangte Weltgeltung und zog Schüler aus vielen Ländern an. Es wurde „Heisenberg mit Hund“ genannt und auch offiziell so angekündigt. Die scherzhafte Bezeichnung „Heisenberg mit Hund“ – statt „Heisenberg und Hund“ – war bewusst gewählt, um den Vorrang von Heisenberg am Institut auszudrücken.
Zu seinen Doktoranden gehörten in Leipzig Hans Euler (mit Heisenberg) und Carl Friedrich von Weizsäcker, in Jena Harry Lehmann (1950), in Frankfurt Heinz Bilz sowie in Göttingen Jürgen Schnakenberg und Gert Eilenberger. In Leipzig war Siegfried Flügge sein Assistent und Edward Teller sein Hilfsassistent.
Hund verfasste eine verbreitete systematische Lehrbuchreihe der theoretischen Physik, die zum Teil in andere Sprachen übersetzt wurde. 1978 schrieb er: „Es ist mir eine Freude, dass Herr Kollege K. Yamazaki sich der Mühe einer japanischen Übersetzung meiner Geschichte der Quantentheorie unterzogen hat.“

## Mitgliedschaften und Ehrungen

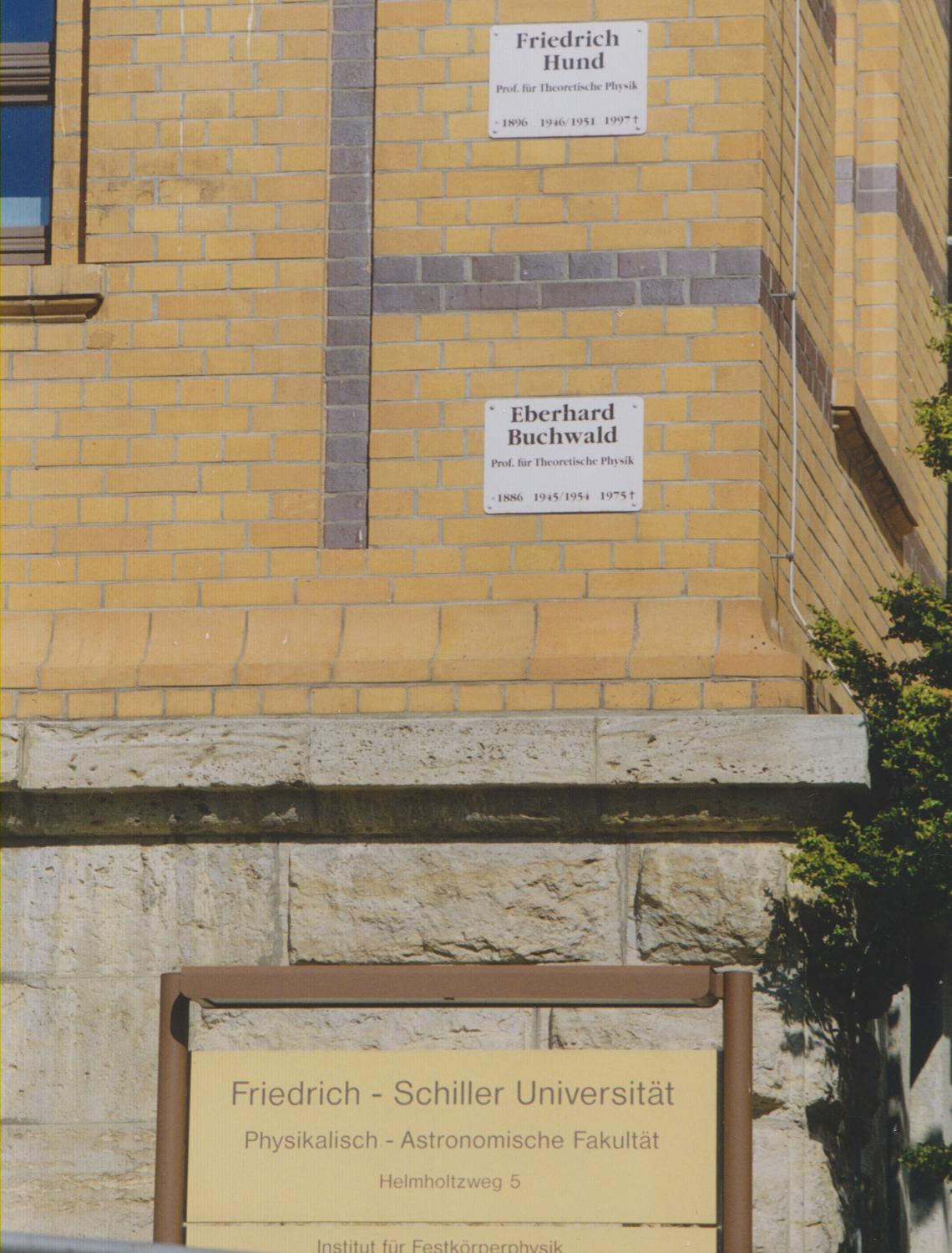
Gedenktafeln für Friedrich Hund und Eberhard Buchwald am Gebäude der Physikalisch-Astronomischen Fakultät der Universität Jena

Hund war Mitglied folgender Akademien und Gesellschaften:
- 1933 Sächsische Akademie der Wissenschaften
- 1944 Leopoldina
- 1949 Deutsche Akademie der Wissenschaften in der DDR[34] bzw. deren Nachfolgerin: Berlin-Brandenburgischen Akademie der Wissenschaften
- 1958 Göttinger Akademie der Wissenschaften,[35] deren Ehrenmitglied er seit 1991 war
- 1973/74 Académie internationale des sciences moléculaires quantiques
- 1977 Ehrenmitglied der Deutschen Physikalischen Gesellschaft
- 1994 Ehrenmitglied der Berlin-Brandenburgischen Akademie der Wissenschaften

Er erhielt folgende Auszeichnungen und Ehrungen:
- 1943 Max-Planck-Medaille der Deutschen Physikalischen Gesellschaft
- 1949 Deutscher Nationalpreis II. Klasse für Wissenschaft und Technik[18]
- 1965 Großes Verdienstkreuz der Bundesrepublik Deutschland[36]
- 1966 Ehrendoktor der Universität Frankfurt am Main[37]
- 1971 Cothenius-Medaille der Leopoldina[38][39]
- 1973 Ehrendoktor der Universität Uppsala[40]
- 1974 Otto-Hahn-Preis für Chemie und Physik, Goldmedaille[41]
- 1976 Gauß-Weber-Medaille der Universität Göttingen[42]
- 1983 Ehrendoktor der Universität Köln[43]
- 1987 Gerlach-Adolph-von-Münchhausen-Medaille der Universität Göttingen für die wissenschaftliche Lebensleistung (Ehrung anlässlich des 250-jährigen Bestehens der Universität)[44]
- 1996 Ehrenbürger der Stadt Jena[45][46]

Nach Friedrich Hund wurden benannt:

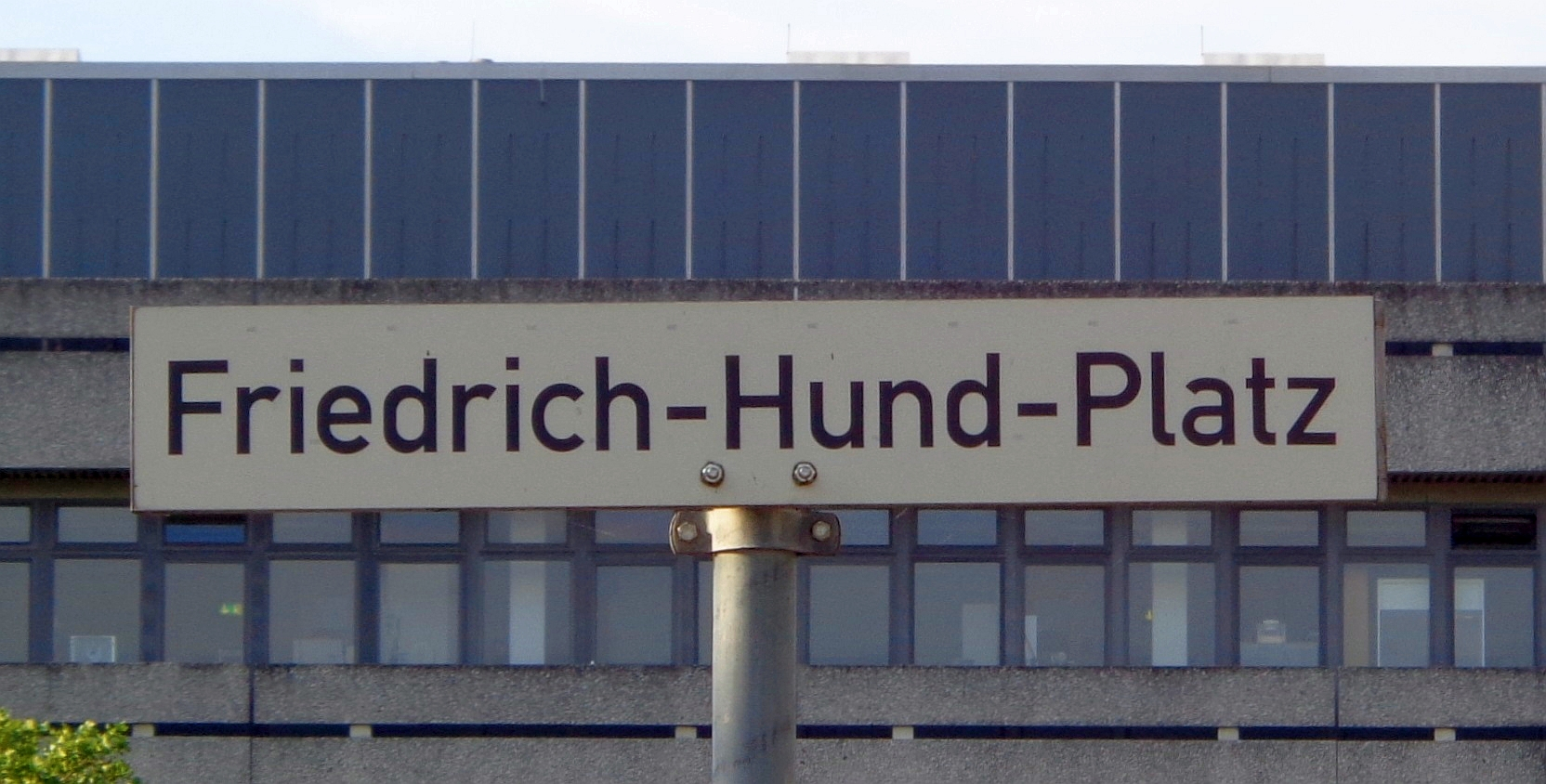
„Friedrich-Hund-Platz“ in Göttingen

- der Friedrich-Hund-Platz am Nordcampus der Universität Göttingen
- die Friedrich-Hund-Straße in Jena
- die Friedrich-Hund-Straße in Frankfurt/Main (2020)[47]
- der Friedrich-Hund-Dissertationspreis der Physikalisch-Astronomischen Fakultät der Universität Jena (seit 2019)[48]

## Schriften (Auswahl)
Friedrich Hund veröffentlichte mehr als 250 Aufsätze und Schriften. Eine Auswahl (jeweils chronologisch):
- Versuch einer Deutung der großen Durchlässigkeit einiger Edelgase für sehr langsame Elektronen. Dissertation, Universität Göttingen 1923, veröffentlicht in: Zeitschrift für Physik, Band 13, 1923, S. 241.
- Linienspektren und periodisches System der Elemente, Habil.-Schrift, Universität Göttingen, Springer 1927.
- Allgemeine Quantenmechanik des Atom- und Molekelbaues, in: Handbuch der Physik, Band 24/1, 2. Auflage, S. 561–694 (1933).
- Einführung in die Theoretische Physik, 5 Bände 1944–1951, Meyers Kleine Handbücher, Leipzig, Bibliographisches Institut, 1945, 1950/1951. Band 1: Mechanik. Band 2: Theorie der Elektrizität und des Magnetismus. Band 3: Optik. Band 4: Theorie der Wärme. Band 5: Atom- und Quantentheorie.
- Materie als Feld. Berlin, Springer 1954.
- Theoretische Physik, 3 Bände, Teubner, Stuttgart, zuerst 1956–1957. Band 1: Mechanik, 5. Auflage 1962. Band 2: Theorie der Elektrizität und des Lichts, Relativitätstheorie, 4. Auflage 1963. Band 3: Wärmelehre und Quantentheorie, 3. Auflage 1966.
- Quantenmechanik der Atome, in: Handbuch der Physik/Encyclopedia of Physics, Band XXXVI, Berlin, Springer 1956.
- Theorie des Aufbaues der Materie, Stuttgart, Teubner 1961.
- Grundbegriffe der Physik, Mannheim, BI 1969, 2. Auflage 1979.

Zur Geschichte der modernen Physik
- Göttingen, Kopenhagen, Leipzig im Rückblick. In: Fritz Bopp (Hrsg.): Werner Heisenberg und die Physik unserer Zeit, Braunschweig 1961.
- Geschichte der Quantentheorie, 1967. 2. Auflage, Mannheim, BI 1975. 3. Auflage 1984.
- Geschichte der physikalischen Begriffe, 1968. 2. Auflage (2 Bände), Mannheim, BI 1978 (Band 1: Die Entstehung des mechanischen Naturbildes, Band 2: Die Wege zum heutigen Naturbild). Spektrum Verlag 1996.
- Höhepunkte der Göttinger Physik. In: Physikalische Blätter, Band 25, 1969. Teil 1, S. 145–153, doi:10.1002/phbl.19690250401. Teil 2, S. 210–215, doi:10.1002/phbl.19690250503.
- Hätte die Geschichte der Quantentheorie auch anders ablaufen können? In: Physikalische Blätter, Band 31, 1975, S. 29–35. doi:10.1002/phbl.19750310107.
- Das Korrespondenzprinzip als Leitfaden der Quantenmechanik von 1925. In: Physikalische Blätter, Band 32, 1976, S. 71–77. doi:10.1002/phbl.19760320203.
- Max Born, Göttingen und die Quantenmechanik. In: Physikalische Blätter, Band 38, 1982, S. 349–351. doi:10.1002/phbl.19820381107.
- Die Geschichte der Göttinger Physik, Vandenhoeck und Ruprecht 1987 (Göttinger Universitätsreden).

## Filme
- P. A. M. Dirac Speaking to F. Hund on Symmetry in Relativity, Quantummechanics and Physics of Elementary Particles. IWF, Göttingen 1982 (englisch, 20:33 Min.).
- Quantenmechanik im Aufbruch – Friedrich Hund berichtet aus seinem Leben. Gesprächspartner: Helmut Rechenberg. IWF, Göttingen 1988 (42:10 Min.).
- Friedrich Hund: Reminiscences of Robert S. Mulliken. IWF, Göttingen 1988 (englisch, 11:51 Min.).